# Kabelo Kgosiemang
Kabelo Kgosiemang (ur. 7 stycznia 1986 w Rakhuna) – botswański lekkoatleta, specjalizujący się w skoku wzwyż.
W roku 2008 startował w igrzyskach olimpijskich, które odbył się w Pekinie – z wynikiem 2,18 nie udało mu się awansować do finału. Trzykrotny mistrz Afryki – złote krążki wywalczył w 2006, 2008 oraz 2010 roku. W 2005 został mistrzem czarnego lądu w kategorii juniorów, a rok później uplasował się na czwartym miejscu w pucharze świata. W roku 2007 zajął dziewiąte miejsce w mistrzostwach świata. W tym samym roku zdobył także złoty krążek igrzysk afrykańskich. Szósty zawodnik halowych mistrzostw świata (Ad-Dauha 2010). Zdobył brązowy medal na igrzyskach Wspólnoty Narodów w 2010 oraz srebrny na igrzyskach afrykańskich w kolejnym sezonie. W 2013 zajął 10. miejsce na mistrzostwach świata w Moskwie. Piąty zawodnik igrzysk Wspólnoty Narodów w Glasgow (2014). W tym samym roku po raz piąty został mistrzem Afryki. W 2015 roku po raz drugi wywalczył złoty medal igrzysk afrykańskich.

## Rekord życiowy
- skok wzwyż – 2,34 (4 maja 2008, Addis Abeba) rekord Botswany
- skok wzwyż (hala) – 2,28 (6 lutego 2010, Arnstadt & 14 marca 2010, Ad-Dauha) rekord Botswany